# パクパクコンテスト
『パクパクコンテスト』（1973年 - 1979年）は、日本のテレビ番組である。1970年代によみうりテレビが制作・放送、千里セルシーホールにて公開収録されていた番組『プリン・キャッシーのテレビ!テレビ!!』内の人気コーナーとして始まり、後に独立した番組となった。『スター誕生!』（日本テレビ）同様、優勝者が多く芸能界へデビューした。草川祐馬、川崎麻世らを輩出した事で知られる。

## 概要
- 1973年 - 1975年
『プリン＆キャッシーのテレビ!テレビ!!』の1コーナーとして始まる。当時の司会は、横山プリンとキャッシー、そして佐藤忠功（当時よみうりテレビアナウンサー）であった。音楽に合わせ、フリマネをすることで技を競うコーナーであった。当時小学生であった松原秀樹、中学生であった草川祐馬（当時は本名：小宮一彦）、川崎麻世らが人気を博した。

- 1975年 - 1976年
『鶴光のテレビ!テレビ』に新たに内包される。司会は笑福亭鶴光と浅川美智子。

- 1976年 - 1978年
『パクパクコンテスト』として独立し、司会もピーターとキャッシーに替わる。のちに『スター誕生!』でデビューする事になる石野真子も本番組に出演していた。

- 1978年 - 1979年
『テレビに釘付け あのねのね』に新たに内包される。司会はあのねのね。それまでの千里セルシーホールからの公開収録ではなく、読売文化センターでの公開収録だった。

- いずれも、関東地方では放送されてはいなかった。

## 優勝者・デビュー
- 初代グランドチャンピオン：松原秀樹 （1974年2月） ⇒ 1974年デビュー[1]
- グランドチャンピオン：草川祐馬 （1973年） ⇒ 1975年デビュー[2]
- グランドチャンピオン：川崎麻世 （1975年） ⇒ 1977年デビュー[3]

## 関連事項
- スター誕生!
- 君こそスターだ!
- あなたをスターに!
- スター・オン・ステージ あなたならOK!
- ぎんざNOW! - 関根勤、清水健太郎を輩出した『素人コメディアン道場』

## 註
1. ↑  「松原秀樹」の項の記述を参照。
2. ↑  「草川祐馬」の項の記述を参照。
3. ↑  「川崎麻世」の項の記述を参照。